# 吉岡薫
吉岡 薫（よしおか かおる、1960年3月1日 - ）は、日本棋院中部総本部所属の囲碁棋士。九段。佐賀県出身、安永一に師事。中部総本部で多くの弟子を育成した。2021年引退。

## 人物
佐賀県出身。囲碁を始めたのは中学2年生からとプロになるにしては遅く、同級生から誘われたのがきっかけだった。高校2年生の時にアマ本因坊戦で県代表になったのを機にプロを志すようになり、3年生になって進路を決定する際に、福岡県の地方棋士を頼って安永一を紹介され、安永の内弟子となる。内弟子時代には安永と対局する機会もあり、飯も食わずに朝から晩まで対局を続け、安永の妻に呆れられたこともあったという。1980年に入段を果たす（日本棋院中部総本部所属）。
30歳頃に長野県へ指導に訪れた際、師匠を探していた下島陽平のことを知り、初めて内弟子を取る。下島が入段を果たすと、その後も吉岡のもとを訪ねる声が続き、引退までに多くの弟子を抱えた。安永との経験から後進を育てたいという思いは吉岡にもあり、また、そのためには内弟子の形態が一番だと感じていたという。
高齢の両親の世話をする必要があったことなどから、2021年2月28日付で引退。引退対局（2月25日、第47期碁聖戦予選Cの対明戸和巳七段戦）では一番弟子の下島が記録係を務めるサプライズがあった。タイトル獲得の機会などには恵まれなかったが、41年間のプロ生活で23人の弟子を取り、その半数以上がプロ入りを果たした。引退時の中部総本部は、5人に1人が吉岡門下であった。通算成績399勝490敗3持碁1無勝負。
引退後は佐賀県に帰郷し、日本棋院佐賀中央支部の運営に関わりながら、同県での囲碁普及活動などにも意欲を燃やしている。

### 門下生
いずれも日本棋院中部総本部所属。
- 下島陽平 1994年入段
- 金賢貞 1998年入段
- 川田晃平 2001年入段
- 柳澤理志 2005年入段
- 大澤健朗 2007年入段
- 熊本秀生 2008年入段
- 鶴田和志 2010年入段
- 卞聞愷 2013年入段
- 伊藤健良 2015年入段
- 大竹優 2016年入段
- 長徳徹志 2018年入段

また、正式な師弟関係にはなっていないが、山森忠直（中部総本部所属、2000年入段）や髙津昌昭（関西棋院所属、2011年入段）の指導にもあたっている。

## 棋歴

### 昇段履歴
- 1980年 入段
- 1981年 二段、同年 三段
- 1982年 四段
- 1985年 五段
- 1988年 六段
- 1991年 七段
- 2013年12月6日 八段（勝数規定）[6]
- 2021年2月28日 九段（引退）[4]